# Allerdale
Allerdale war ein District mit dem Status eines Borough in der Grafschaft Cumbria in England. Verwaltungssitz war die Stadt Workington; weitere bedeutende Orte waren Cockermouth, Keswick und Maryport.

## Geschichte
Der District wurde am 1. April 1974 gebildet und entstand aus der Fusion des Borough Workington, der Urban Districts Maryport, Cockermouth und Keswick sowie den Rural Districts Cockermouth und Wigton. Er hatte zunächst den Status eines District und erhielt 1995 denjenigen eines Borough. Der District wurde zum 1. April 2023 aufgelöst und dann mit Carlisle und Copeland zur neuen Unitary Authority Cumberland zusammengeschlossen.

## Städte und Gemeinden
Above Derwent, Aikton, Allhallows, Allonby, Aspatria, Bassenthwaite, Bewaldeth and Snittlegarth, Blennerhasset and Torpenhow, Blindbothel, Blindcrake, Boltons, Borrowdale, Bothel and Threapland, Bowness-on-Solway, Bridekirk, Brigham, Bromfield, Broughton, Broughton Moor, Buttermere, Caldbeck, Camerton, Cockermouth, Crosscanonby, Dean, Dearham, Dundraw, Embleton, Gilcrux, Great Clifton, Greysouthen, Hayton and Mealo, Holme Abbey, Holme East Waver, Holme Low, Holme St Cuthbert, Ireby and Uldale, Keswick, Kirkbampton, Kirkbride, Little Clifton, Lorton, Loweswater, Maryport, Oughterside and Allerby, Papcastle, Plumbland, Seaton, Sebergham, Setmurthy, Silloth-on-Solway, St John’s Castlerigg and Wythburn, Thursby, Underskiddaw, Waverton, Westnewton, Westward, Wigton, Winscales, Woodside, Workington, Wythop

## Sonstige Orte
Braithwaite, Dubwath, Little Town, Seathwaite, Seatoller